# تیری (بازیکن فوتبال)
تیری (انگلیسی: Tiri؛ زادهٔ ۱۴ ژوئیهٔ ۱۹۹۱) بازیکن فوتبال اهل اسپانیا است.
از باشگاه‌هایی که در آن بازی کرده‌است می‌توان به باشگاه فوتبال کادیس و باشگاه فوتبال اتلتیکو مادرید بی اشاره کرد.